# Extranet
Una extranet es una red privada que utiliza protocolos de Internet, protocolos de comunicación y probablemente infraestructura pública de comunicación para compartir de forma segura parte de la información u operación propia de una organización con proveedores, compradores, socios, clientes o cualquier otro negocio u organización. Se puede decir en otras palabras que una extranet es parte de la Intranet de una organización que se extiende a usuarios fuera de ella, usualmente utilizando Internet y sus protocolos.
La extranet suele tener un acceso semiprivado. Para acceder a la extranet de una empresa no necesariamente el usuario ha de ser trabajador de la empresa, pero sí tener un vínculo con la entidad. Es por ello que una extranet requiere o necesita un grado de seguridad, para que no pueda acceder cualquier persona. Otra característica de la extranet es que se puede utilizar como una Intranet de colaboración con otras compañías.

## Etimología
La palabra extranet (también extrarred) es una contracción de la frase extraconnected network (red extraconectada).

## Aplicaciones extranet
Los siguientes ejemplos muestran las aplicaciones que tiene la extranet, ya que pueden ser muy variadas dichas aplicaciones:
- Banca en línea. La banca electrónica es uno de los ejemplos más conocidos para el gran público de una extranet; a través de ella el banco da la posibilidad a sus clientes de consultar sus cuentas y operar con ellas.
- Groupware, diversas compañías participan en el desarrollo de nuevas aplicaciones con un objetivo común.
- Compañías empresariales participan y desarrollan programas educativos o de formación.
- Para compañías que son parte de un objetivo común de trabajo, mediante la extranet, pueden dirigir y controlar los proyectos comunes.
- Una empresa puede participar en redes de conocimiento junto con universidades, asociaciones y demás centros en programas de formación, en actividades de investigación y desarrollo, en bolsas de trabajo, etc.

El computador es indispensable para las conexiones a la extranet

- Presupuestos y pedidos.
- Catálogos y ofertas.
- Asistencia técnica.
- Descarga de software.
- Integración con ERP y con CRM.

## Beneficios empresariales de la extranet
- Permite hacer transacciones seguras entre los sistemas internos de la empresa.

- Mediante aplicaciones de la extranet los trabajadores de la empresa pueden obtener fácil y rápidamente la información sobre los clientes, proveedores y socios.

- Reducción de costos y ahorro temporal como económico para la empresa.

- Totalmente basada en Internet.
- Desarrollado en cualquier herramienta de programación.
- Independiente del motor de Base de datos.
- Dirección en Internet bajo su propio dominio.
- Conexión de base de datos del sistema contable de la empresa al sistema.
- Diseñada armónicamente con el mismo estilo del sitio web de su empresa.

## Creadores
El término de la extranet fue utilizado por primera vez a finales de los años 90, se empezó a utilizar en varias industrias y empresas, con el fin de que a ciertos documentos pudieran acceder vía red ciertos trabajadores autorizados de estas empresas.
Pero, el término de la extranet fue definido por el que fuera primer ejecutivo de Netscape Communications Corporation Jim Barksdale y el cofundador de dicha empresa Mark Andreesen.

## Similitudes y diferencias con Internet e Intranet
El principal aspecto en común entre estos tres términos es que los tres utilizan la misma tecnología.
Las diferencias de la Intranet con Internet y la Extranet se dan principalmente en el tipo de información y en el acceso a ella. Además, una Intranet requiere mayor seguridad e implica acceso en tiempo real a los datos, ya que estos tienen que estar actualizados.
La extranet se dirige a usuarios tanto de la empresa como externos, pero la información que se encuentra en la extranet es restringida.
Solo tienen acceso a esta red aquellos que tengan permiso. En cambio a la intranet solo acceden los empleados y las áreas internas de la empresa y permite el intercambio de información entre los trabajadores. Por último, a la web pública de la compañía (visible desde Internet) puede dirigirse cualquier usuario y tiene distintos usos, como recabar información de los productos, contactar con cualquier persona de la empresa, etc.

## Ventajas
- Relaciones con clientes y proveedores.
- Horarios de trabajos flexibles.
- Control de los pedidos.
- Gestión de pagos y facturación, seguridad.
- Reducción de costes y tiempos

En la siguiente tabla se muestran de manera resumida las diferencias entre las aplicaciones en una empresa:
| Aplicación | Usuarios            | Información                                   |
| ---------- | ------------------- | --------------------------------------------- |
| Intranet   | Internos            | Intercambio entre trabajadores                |
| Extranet   | Internos y externos | Colaboración con terceros, acceso restringido |
| Internet   | Cualquier usuario   | Objetivos diferentes                          |